# Крістіан Серум
Крістіан Серум (норв. Christian Sandlie Sørum; нар. 3 грудня 1995) — норвезький спортсмен, який спеціалізується на пляжному волейболі.
Протягом певного часу грав у зальний волейбол, зокрема, у складі норвезького клубу «Ферде ВБК» (Førde VBK, 2013—2014), де одним з його одноклубників був, зокрема, Юнас Квален — колишній гравець українського клубу «Барком-Кажани» зі Львова. У сезоні 2016—2017 Крістіан був гравцем норвезького клубу «Koll IL».

## Досягнення

### Пляжний волейбол
- переможець Олімпійських ігор 2020 (партнер — Андерс Муль)

### Зальний волейбол
- срібний призер першости Норвегії 2014[7]